# 古澤健
古澤 健（ふるさわ たけし、1972年10月22日 - ）は、日本の映画監督、脚本家。東京都出身。

## 来歴・人物
中学生の時に観た『悪魔のいけにえ2』に影響を受け、高校生の時から8ミリ映画を撮りはじめ、早稲田大学では稲門シナリオ研究会に所属する。
1997年、「home sweet movie」で、ぴあフィルムフェスティバルに入選し、PFFアワード1997 WOWOW賞（脚本賞）を受賞。同年、映画美学校に第1期生として入学。黒沢清、高橋洋、塩田明彦らに学ぶ。
1998年、16ミリ映画『怯える』が仏クレルモンフェラン国際短編映画祭の招待作品となる。
『大いなる幻影』（1999年）、『回路』（2000年）などで演出助手を務め、2001年に『超極道』で脚本家デビュー。そして2004年の『ロスト★マイウェイ』で監督デビューした。
2020年4月に発表されたピンク映画ベストテンで桃熊・脚本賞を受賞。
2013年現在、母校である映画美学校で授業も担当している。

## フィルモグラフィ

### 監督
監督以外も担当している場合は合わせて併記する。
- 怯える（1998年） - 仏クレルモンフェラン国際短編映画祭招待作品
- ロスト★マイウェイ（2004年）
- オトシモノ（2006年） - 兼脚本
- 893239（2006年）
- 恋する日曜日 （サードシリーズ）（2007年）
- 古澤健のMっぽいの、好き。（2008年）
- トワイライトシンドローム デッドクルーズ（2008年） - 兼脚本
- 青春H「making of LOVE」（2010年） - 兼脚本・原案・出演・編集
- アベックパンチ（2011年） - 兼脚本
- コラボ・モンスターズ!!（2011年）
- アナザー Another（2011年） - 兼脚本[3]
- 今日、恋をはじめます（2012年）[6]
- ルームメイト（2013年） - 兼脚本
- クローバー（2014年）
- ReLIFE（2017年）
- 恋と嘘（2017年）
- 一礼して、キス（2017年）
- 青夏 きみに恋した30日（2018年）
- 走れ!T校バスケット部（2018年）
- たわわな気持ち 全部やっちゃおう（2019年7月12日）[7] - 兼脚本、俳優としても出演[8][9]
  - たわわな気持ち（2019年8月26日）一般公開編集版[10][9]
- 怪談回春荘 こんな私に入居して（2020年8月7日、オーピー映画）- 兼脚本[11]
  - キラーテナント（2020年10月27日）一般公開編集版
- たわわなときめき（2020年、オーピー映画）- 兼脚本[12][13]
- いずれあなたが知る話（2023年）[14][15]
- 見たものの記録（2023年）[14][16]

### 脚本
- 超極道（2001年）
- ドッペルゲンガー（2002年）
- こっくりさん 日本版（2005年）
- 隣之怪 参談 「ツイテナイ」（2007年）
- 華鬼 三部作〜華鬼×神無編（2009年）
- 華鬼 三部作〜麗二×もえぎ編（2009年）
- 華鬼 三部作〜響×桃子編（2009年）
- ゾンからのメッセージ（2018年）[17]

### 演出助手
- 大いなる幻影 Barren Illusion（1999年）
- 回路（2001年）

## テレビドラマ

### 監督
- このミステリーがすごい! ベストセラー作家からの挑戦状「ダイヤモンドダスト」（2014年12月29日、TBS）
- 37.5℃の涙（2015年、TBS）
- メガバンク最終決戦（2016年、WOWOW）
- 朝が来る（2016年、東海テレビ・フジテレビ）
- お茶にごす。（2021年、テレビ東京）
- 鉄オタ道子、2万キロ（2022年、テレビ東京）[18][19]
- レッドブルー（2024年 - 2025年、MBS・TBS）

## 受賞歴
- 1997年
  - PFFアワード脚本賞（『home sweet movie』）
  - ぴあフィルムフェスティバル脚本賞（『home sweet movie』）